# Boaz Lalang
Boaz Kiplagat Lalang (né le 8 février 1989 dans le District de Marakwet) est un athlète kényan spécialiste du 800 mètres.

## Carrière sportive
Il remporte sa première médaille lors d'une compétition internationale majeure à l'occasion des Championnats du monde en salle 2010 de Doha, se classant deuxième du 800 mètres derrière le Soudanais Abubaker Kaki et devant le Polonais Adam Kszczot. En fin de saison 2010, à New Delhi, Boaz Lalang décroche le titre des Jeux du Commonwealth (1 min 46 s 60) devant ses compatriotes Richard Kiplagat et Abraham Kiplagat.

## Palmarès
| Date | Compétition                    | Lieu      | Résultat | Discipline |
| ---- | ------------------------------ | --------- | -------- | ---------- |
| 2010 | Championnats du monde en salle | Doha      | 2e       | 800 m      |
| 2010 | Jeux du Commonwealth           | New Delhi | 1er      | 800 m      |
| 2011 | Jeux africains                 | Maputo    | 2e       | 800 m      |

## Records
| Épreuve       | Temps         | Lieu   | Date       |
| ------------- | ------------- | ------ | ---------- |
| 800 m         | 1 min 42 s 95 | Rieti  | 29/08/2010 |
| 800 m (salle) | 1 min 45 s 15 | Prague | 26/02/2009 |